# Rockdelux
Rockdelux es una revista española de información musical con sede en Barcelona. Se editó desde noviembre de 1984 hasta mayo de 2020 como revista mensual en papel, y desde diciembre de 2020 como medio digital.

## Historia
La revista fue fundada con el nombre «Rock de Lux» por varios periodistas musicales de Barcelona que habían trabajado en dos publicaciones anteriores: Vibraciones (1975-1981) y Rock Espezial (1981-1984). El primer número salió a la venta en noviembre de 1984 con periodicidad mensual. 
Al igual que las revistas a las que sucedía, estaba especializada en música alternativa y nuevas tendencias, con especial atención al lanzamiento de nuevos trabajos, reportajes, conciertos y festivales musicales. En 1985, con motivo de la marcha de su primer director Damián García Puig al Grupo Zeta, se produjo una escisión en la plantilla que supuso la creación de Ruta 66, más centrada en música rock.
Tras la salida de García Puig, tomó el relevo como director de la revista Miguel Ángel Arenas, quien llevaba todas las gestiones desde Madrid. En 1987 fue reemplazado por Francesc Fàbregas y Santi Carrillo, asentándose definitivamente en Barcelona. Carrillo sería el encargado de dirigirla durante los siguientes treinta y tres años. Con motivo del número 150, publicado en marzo de 1998, la revista pasa a llamarse «Rockdelux» y adopta su imagen corporativa definitiva: el nombre en letras mayúsculas dentro de un marco rojo.
En los primeros años Rockdelux se hizo popular por la organización de un concurso de maquetas que había heredado de la antigua Rock Espezial. A partir de 1993 se decidió que los cuatro finalistas actuasen en el festival Barcelona Acció Musical. El concurso fue el primer paso para artistas de la escena independiente española en los años 1990 como Los Planetas, Australian Blonde, Sexy Sadie y Nosoträsh.
Desde abril de 1999, Rockdelux comenzó a regalar un CD en cada número que solía estar dedicado a artistas de una misma discográfica —tales como Esan Ozenki, Sub Pop o Warp Records— o bien a géneros concretos. El número 200 incluyó una recopilación de canciones inéditas que habían sido aportadas por artistas habitualmente reseñados en la revista (Nacho Vegas, Fermin Muguruza, Chucho, Los Planetas, Nosoträsh y Sr. Chinarro). Con el auge del consumo digital, a partir de 2014 se limitó a las recopilaciones de mejores canciones del año: dos con artistas internacionales (enero y febrero) y otro con españoles (marzo).
Con motivo del 30.º aniversario, Rockdelux publicó un especial con fotografías que mostraban la evolución de la música en las tres últimas décadas, así como un número monográfico con los mejores 300 discos desde 1984 hasta 2014. El último número especial, vinculado al 35º aniversario, estaba enfocado en las mejores obras culturales de la década de 2010.
El último equipo editorial estaba compuesto por Santi Carrillo como director editorial, Juan Cervera como director de redacción, Francesc Vaz como director ejecutivo, Miquel Botella como redactor jefe y Gemma Alberich como diseñadora. A lo largo de su historia ha contado con numerosos colaboradores como Quim Casas, David S. Mordoh, Luis Lles, Luis Lapuente,Jordi Bianciotto, Víctor Lenore, Juanjo Sáez, Joaquín Reyes, Kiko Amat, Ricardo Aldarondo y Desirée de Fez entre otros.
Rockdelux publicó su último número como revista de papel en mayo de 2020, afectada por una progresiva caída de las ventas en quiosco. Los editores de la revista llevaban más de un año en conversaciones con el Primavera Sound, empresa que tenía previsto comprar la cabecera, trasladar la redacción a su sede y mantener a toda la plantilla. Sin embargo, en ese momento no se pudo firmar por la pandemia de enfermedad por coronavirus y la consecuente suspensión de los eventos musicales durante el confinamiento. Siete meses después, en diciembre de 2020, ambas partes llegaron a un acuerdo y Primavera Sound llevó a cabo el relanzamiento de Rockdelux como medio digital bajo un modelo de suscripción, dirigido por Santi Carrillo, con la plantilla original reducida, y la incorporación de parte del equipo de Primavera y del blog musical Indiespot. El medio confirmó su retorno el 14 de diciembre del mismo año.